# فرانسوا رومان
فرانسوا رومان هو مهندس مدني ومهندس معماري ومهندس بلجيكي، ولد في مارس 1647 في غنت في بلجيكا، وتوفي في 1737 في باريس في فرنسا.